# Suffolk
Suffolk – hrabstwo administracyjne (niemetropolitalne), ceremonialne i historyczne we wschodniej Anglii, w regionie East of England, położone nad Morzem Północnym, na obszarze krainy geograficzno-historycznej zwanej Anglią Wschodnią (East Anglia).
Powierzchnia hrabstwa wynosi 3798 km², a liczba mieszkańców – 728 200. Ośrodkiem administracyjnym i zarazem największym miastem Suffolku jest Ipswich. Innymi większymi miastami na terenie hrabstwa są Lowestoft, Bury St Edmunds, Haverhill oraz Felixstowe.
Hrabstwo ma w przeważającej części charakter wiejski, a istotną rolę w jego gospodarce odgrywa rolnictwo m.in. uprawa pszenicy, jęczmienia oraz buraków cukrowych. Po wstąpieniu Wielkiej Brytanii do Wspólnoty Europejskiej (1973) w Felixstowe, w południowo-wschodniej części hrabstwa powstał jeden z największych portów przeładunkowych kraju. W hrabstwie rozwinęło się rybołówstwo.
Na północy Suffolk graniczy z hrabstwem Norfolk, na zachodzie z Cambridgeshire, a na południu z Esseksem.
W hrabstwie rozwinął się przemysł spożywczy oraz maszynowy.

## Podział administracyjny
W skład hrabstwa wchodzi pięć dystryktów.
1. Ipswich
2. East Suffolk
3. Mid Suffolk
4. Babergh
5. West Suffolk